# Peter Kippax
Frederick Peter Kippax (Burnley, 17 luglio 1922 – Blackpool, 21 settembre 1987) è stato un calciatore inglese, di ruolo attaccante.

## Carriera

### Nazionale
Venne convocato nella Nazionale britannica che partecipò ai Giochi olimpici del 1948, disputò tre dei quattro incontri giocati dalla sua Nazionale in quell'edizione.